# Нитрит цезия
Нитрит цезия — неорганическое соединение, соль металла цезия и азотистой кислоты с формулой CsNO2.

## Свойства
Желтые кристаллы, легко растворимые в воде, мало растворимые в этаноле и слабо растворимые ацетоне.
При хранении в водном растворе окисляется кислородом воздуха в нитрат цезия.